# Sebbe (Togo)

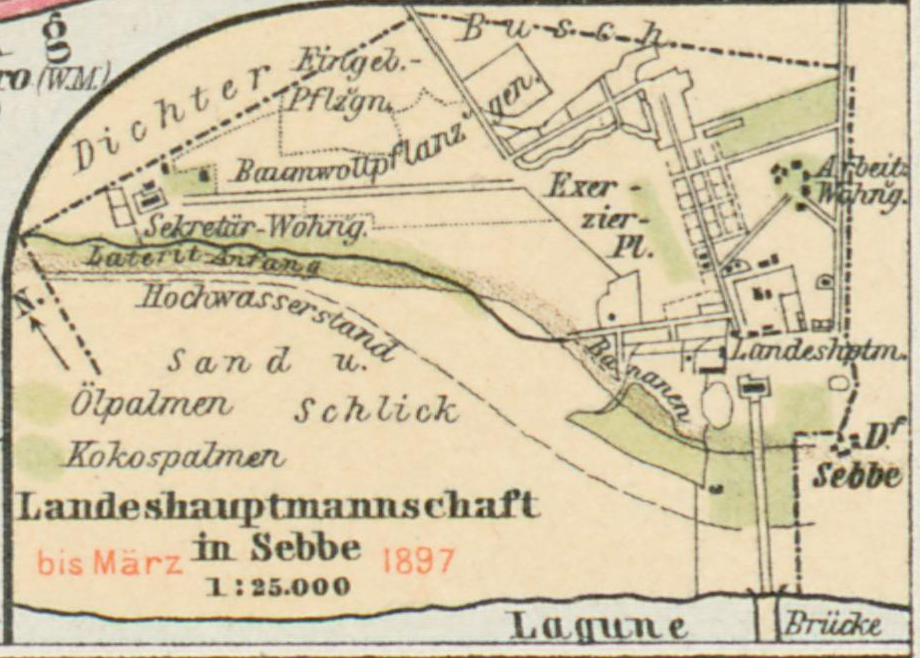
Karte der Landeshauptmannschaft in Sebbe im Jahr 1897.

Sebbe (auch Sebe, heute Zébé) ist eine kleine Ortschaft unweit von Aného in Togo. Sebbe war zwischen 1887 und 1897 die zweite Hauptstadt der deutschen Kolonie Togoland. An die deutsche Kolonialzeit erinnern heute (Stand Oktober 2018) noch das Préfectures des Lacs und Museum Aného, das Nachtigal-Krankenhaus und das August-Wicke-Denkmal.